# John H. Trumbull
John Harper Trumbull, född 4 mars 1873, död 21 maj 1961, var en amerikansk politiker och guvernör i Connecticut.

## Tidigt liv
John H. Trumbull föddes i Ashford, Connecticut. Trots sitt namn var han inte släkt med någon av de tidigare guvernörerna i Connecticut som hette Trumbull, utan var son till irländska immigranter som hade flyttat till Ashford tidigt på 1870-talet för att driva en gård där. Familjen flyttade senare till Plainville, Connecticut. Han läste aldrig vid universitet. Som partner till sin bror och en till man grundade han Trumbull Electric Company, som tillverkade elektriska apparater och som senare blev en del av General Electric. Han hade även andra affärer. Han gick med i Connecticuts första infanteri 1891 och blev till sist överste i delstatsgardet.
Han gifte sig med Maud Usher 1903 och de fick två barn. Deras dotter Florence gifte sig med John Coolidge, son till president Calvin Coolidge.

## Politisk karriär
Trumbull var medlem av Republikanerna. Han valdes till viceguvernör i november 1924 och satt på den posten från den 7 till den 8 januari 1925, då guvernören Hiram Bingham III avgick efter en dag för att bli senator. Trumbull hade lärt sig att flyga egna flygplan och blev känd som "den flygande guvernören", eftersom han ofta flög själv till flygplatsen i Plainville.
Han var en konservativ republikan och såg till att balansera delstatens budget. Han arbetade även för att stödja Connecticuts företag. Under hans tid som guvernör började delstatens administration med byggnadsprogram och på att förbättra vägarna i Connecticut.
Han blev omvald som guvernör två gånger, 1926 och 1928, men valde att inte kandidera till omval 1930. Han slutade som guvernör den 7 januari 1931, men kandiderade åter i guvernörsvalet 1932. Då förlorade han dock mot sin efterträdare, den sittande guvernören, demokraten Wilbur Cross.
När han hade slutat som guvernör, fortsatte han att se till sina affärsintressen.